# Songea
Songea er en by i den sydlige del af Tanzania, med et indbyggertal på cirka 140.000. Byen er hovedstad i regionen Ruvuma. 
10°41′S 35°39′Ø / 10.683°S 35.650°Ø